# Юліус Нойброннер
Юліус Густав Нойброннер (нім. Julius Gustav Neubronner; нар. 8 лютого 1852, Кронберг, герцогство Нассау — пом. 17 квітня 1932) — німецький аптекар, винахідник, засновник компанії й піонер аматорської фотографії та фільмування. Належав до династії аптекарів у місті Кронберг-ім-Таунус. Нойброннер був придворним аптекарем імператриці Вікторії, винайшов метод фотозйомки з повітря за допомогою голубів, був одним з перших аматорів відеозйомки в Німеччині, а також заснував фабрику з виробництва клейкої стрічки. Після його смерті компанія разом із фабрикою перейшла під керівництво його сина Карла Нойброннера (нар.13 січня 1896 — пом.19 листопада 1997), який успішно управляв нею протягом 70 років.

## Батько та дідусь
Родина Нойброннера проживала у Кронбергу як родина аптекарів, відколи Крістіан Нойброннер перейняв управління тамтешньою аптекою у 1808 році. В 1844-му аптека перейшла під керівництво його сина — Зонна Вільгельма Георга Нойброннера (1813–1894) — близького друга художника Антона Бургера та батька Юліуса Нойброннера. Під час революції 1848 року під його командуванням перебував місцевий загін військових. Дружина Вільгельма Нойброннера, мати Юліуса — походила із акторської династії Лове, а її сестрою була співачка Софі Лове.

## Юнацьке життя

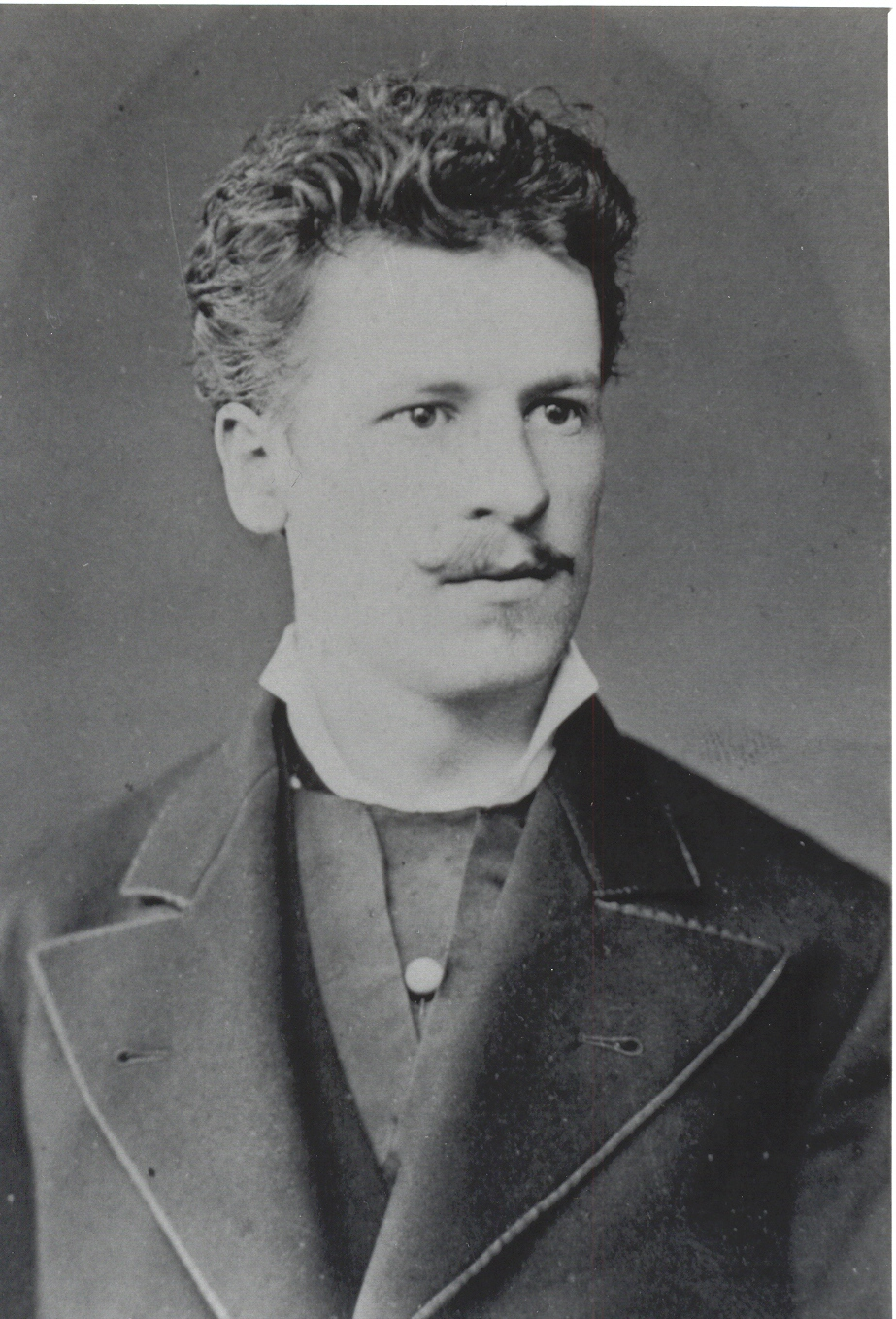
Юліус Нойброннер 1877 року під час навчання у Гіссені

Дорослішаючи, Юліус Нойброннер ставав все палкішим любителем мистецтва фотографії. У 1865 році він знайшов камеру, зроблену за системою Талбота, яку батько Юліуса виготовив власноруч невдовзі після винайдення самої техніки фотографії. Всі експерименти із застарілою камерою провалилися, тож хлопець таємно, разом зі своїм другом, взяв іншу фотокамеру в кредит.
Спершу Нойброннер отримував освіту вдома, разом із двома своїми сестрами. Його хресний батько Юліус Лове керував хімічною лабораторією у Франкфурті, і з 1864 року, тоді вже дванадцятирічний, хлопець став відвідувати гімназію в тому місті. Через три роки він змінив місце навчання, переїхавши у Вайлбург, де й зрештою отримав атестат про середню освіту. Після одного року учнівської праці в батьковій аптеці, хлопець поступив у середній навчальний заклад Royal Realgymnasium у Вісбадені. Юліус Нойброннер відбув свою військову повинність, принаймні частково, у провінції Ганновер. У 1873 році він завершив навчання на асистента аптекаря у берлінській аптеці, за чим наступили три роки практики, яка полягала у праці в аптеках Бендорфа, Франкфурта, Ганноверш-Мюндена та Ньйона. У Ньйоні він вперше зіткнувся з поняттям стереоскопії.
З 1876 року Нойброннер вивчав фармацевтику в Гіссені, де він приєднався до студентської асоціації Akademisch-Naturwissenschaftlicher Verein (сьогодні — Burschenschaft). Невдовзі після здачі екзамену з фармацевтики у 1877, він почав вивчати хімію в Берліні (у 1878 році), але незабаром змінив місце навчання, переїхавши до Гайдельберга, де й отримав ступінь доктора у 1879 році.

## Аптека та фабрика

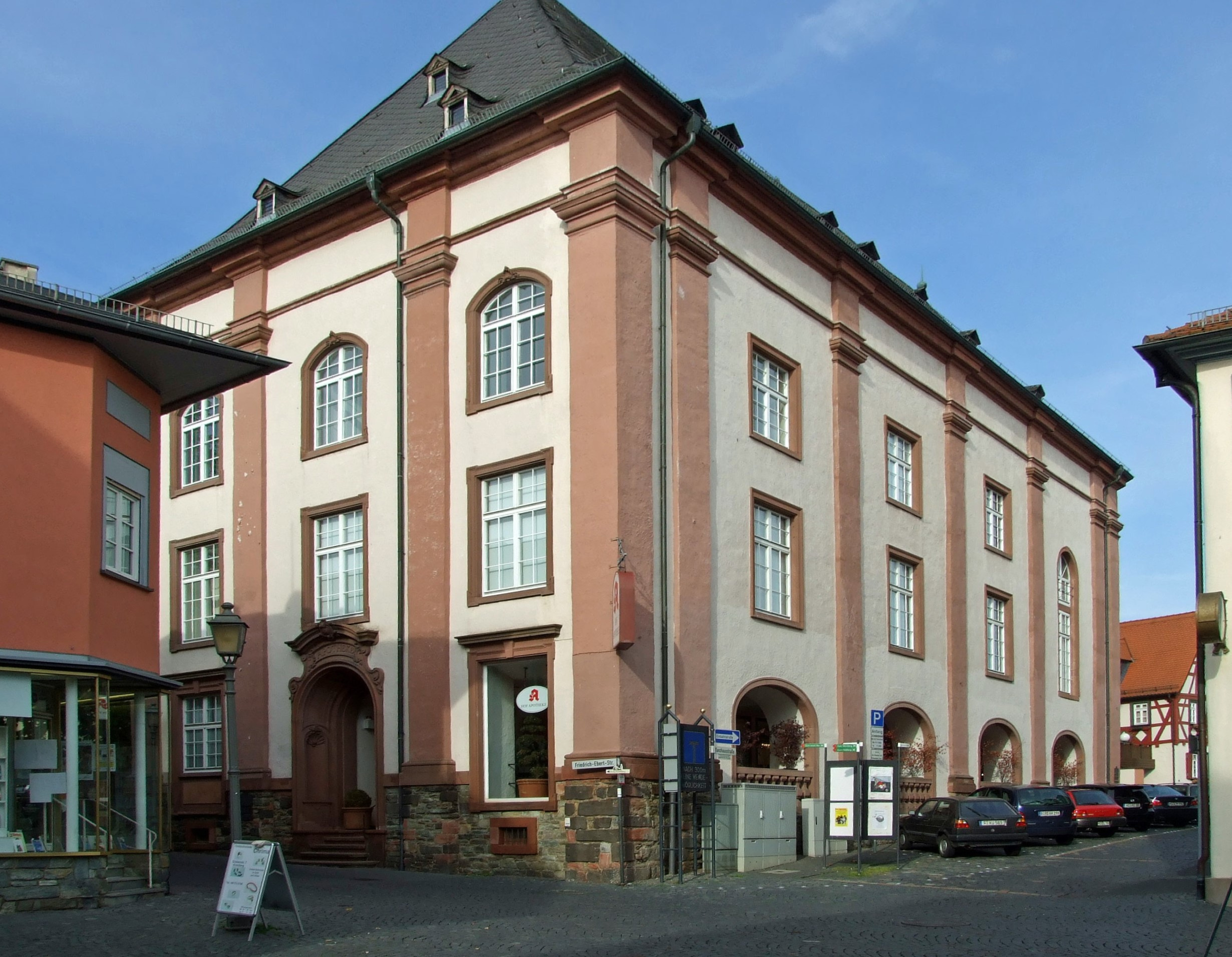
Streitkirche із аптекою у Кронберзі.

У 1886 році Юліус Нойброннер перейняв від свого батька управління аптекою в Кронберзі. В 1887 році він придбав важливу історичну будівлю, відому під назвою Streitkirche («церква суперечок»). Запланована як католицька церква у протестантському місті Кронберг, урочисте відкриття та освячення якої так і не відбулося, будівля була предметом значних суперечок та причиною конфліктів. Після виконання необхідних будівельних модифікацій (будівлю раніше використовували як готель), сім'я та аптека у 1891 році отримали змогу переїхати в цей будинок.
Після смерті імператора Фрідріха ІІІ, який помер у Рік трьох імператорів (1888), провівши всього-на-всього 99 днів на троні, за наказом його вдови Вікторії, відомої в Німеччині як Kaiserin Friedrich, було збудовано Schloss Friedrichshof — її нову резиденцію в лісі поблизу Кронберга. Тоді ж Нойброннерові було присуджено статус придворного аптекаря.
Вільгельм Нойброннер використовував голубину пошту для швидкої доставки медичних рецептів, але припинив таку практику через кілька років, коли в сусідніх селах появилися власні аптеки. Натхненний статтею в газеті 1902 року, в якій був описаний схожий метод аптекаря у Бостоні, а також проявилася непоінформованість ЗМІ щодо таких же досягнень його батька, Юліус Нойброннер відродив та розширив цю практику. За допомогою голубиної пошти він отримував необхідні інгредієнти вагою до 75г від свого постачальника у Франкфурті, а також надсилав необхідні медикаменти до санаторію у Фалькенштайні (Кенігштайн-ім-Таунус). Відомий санаторій, заснований 1876 року Петером Деттвайлером, було замінено відпочинковою базою для офіцерів поміж 1907 та 1909 роками.
В період між 1903 та 1920 роками Нойброннер записав декілька аматорських відеофільмів, які між 1994 та 1996 рр. були відреставровані німецьким музеєм Deutsches Filmmuseum, та пізніше опубліковані на YouTube. Трудомісткий процес склеювання скляних пластин та фотографій для презентацій, що виконувались за допомогою laterna magica, надихнув його на винахід певного типу клейкої паперової стрічки, яку він пізніше запатентував. Для її виробництва та маркетингу ним була заснована у 1905 році фабрика Fabrik für Trockenklebematerial. Вона й досі існує під назвою Neubronner GmbH & Co. KG і має близько 80 працівників.

## Особисте життя та голубина фотографія

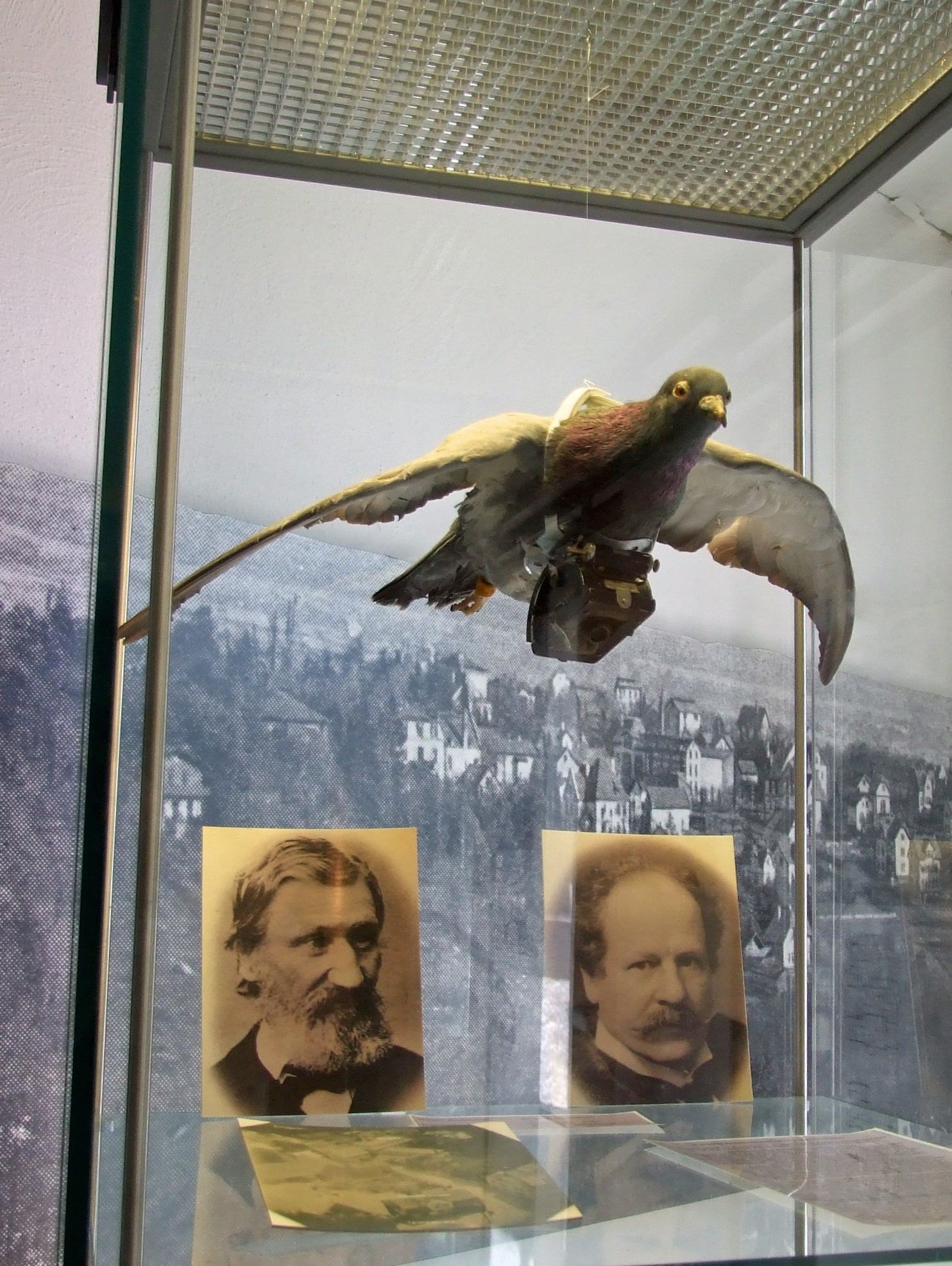
Міський музей Кронберга (Stadtmuseum Kronberg)

У 1886 році Юліус Нойброннер одружився із Шарлоттою Штібель (1865–1924). Її батько Фріц Штібель (1824–1902) був на той час знаменитим лікарем у Франкфурті. Її дідусем по материній лінії був Жак Райсс (1807–1887), покровитель та почесний мешканець Кронберга, а також — головний ініціатор Кронберзького залізничного товариства (нім. Cronberger Eisenbahn-Gesellschaft).
Так само як і його батько, Юліус Нойброннер був другом та спонсором кронберзького товариства видатних художників, відомого під назвою Kronberger Malerkolonie, чий музей в наш час розташований на першому поверсі колишнього будинку Нойброннера (Streitkirche). У 1907 році він вступив до Сенкенберзького природодослідницького товариства (нім. Senckenbergischen Naturforschenden Gesellschaft).
У 1908 році Нойброннер запатентував свій винахід — метод аерофотозйомки за допомогою голубів, який приніс йому всесвітнє визнання після того, як він продемонстрував свій метод зацікавленій публіці на міжнародних виставках у Дрездені, Франкфурті та Парижі в 1909–1911 рр. Глядачі у Дрездені могли спостерігати за прибуттям свійських голубів із прикріпленими до них мініатюрними камерами, а фотографії, отримані в цей спосіб, були одразу ж використані для виробництва поштових листівок, які потім продавалися. На Паризькому Авіашоу 1910 та 1911 років він отримав дві золоті медалі за винайдений ним метод та фотознімки, виконані за допомогою цього методу. Винахід був випробуваний для використання з метою військового повітряного спостереження (аерофоторозвідки) під час Першої світової війни, а також пізніше. Проте, за винятком почесних згадок в енциклопедіях (Meyers Konversations-Lexikon, Brockhaus Enzyklopädie), винахід приносив йому тільки збитки.

## Наступники
Після смерті Юліуса Нойброннера у 1932 році, аптекарський бізнес залишався у власності родини Нойброннерів ще протягом двох поколінь. Спершу ним управляв Вільгельм Нойброннер, який написав книгу про вид спорту під назвою «айсшток» і взагалі брав активну участь у місцевих та національних спортивних заходах. Після смерті Вільгельма у 1972 році, його син Курт-Гайнц Нойброннер взяв управління аптекою в свої руки, але в 1995 році вона була продана.
Управління фабрикою перейняв наймолодший син Юліуса Нойброннера — Карл Нойброннер (13 січня 1896 — 19 листопада 1997), який керував нею протягом 70 років. У 1957 році він отримав орден «За заслуги перед Федеративною Республікою Німеччина» (1-го класу), а в 1966 році він зробив так, що персонал компанії став отримувати дохід із її загального прибутку. Був активним і в промисловій асоціації. Карл Нойброннер став відомим завдяки своїм експериментам із модельними літальними апаратами: у віці 16 років він сконструював Ракетоплан — модельний літак із ракетним двигуном. А національний клуб ракетного авіамоделювання — й до цього часу нагороджує любителів авіамоделювання, які чимось відзначилися, Премією імені Карла Нойброннера У 1984 році він став почесним мешканцем Кронберга. Починаючи з 1984 року Спортивна організація Карла Нойброннера підтримує спортивну діяльність у місті Кронберг. Карл Нойброннер одружився з Ерікою Нойброннер (1923–2005). У квітні 1997 року вони заснували соціально орієнтовану Фундацію Карла та Еріки Нойброннер.